# 포켓에 가득찬 행복
포켓에 가득찬 행복(Pocketful Of Miracles)은 미국에서 제작된 프랑크 카프라 감독의 1961년 코미디, 드라마 영화이다. 글렌 포드 등이 주연으로 출연하였고 프랭크 카프라 등이 제작에 참여하였다.

## 출연

### 주연
- 글렌 포드
- 베티 데이비스
- 호프 레인지

### 조연
- 아서 오코넬
- 피터 포크
- 토마스 밋첼
- 에드워드 에버렛 홀튼

## 제작진
- 원작자: 데이몬 러니온
- 협력프로듀서: 글렌 포드
- 협력프로듀서: 조셉 시스트롬
- 미술: 롤랜드 앤더슨
- 미술: 헐 페레이라
- 의상: 에디스 헤드
- 의상: 월터 플렁킷